# کوبریس
کوبریس (به فرانسوی: Cuébris) یک کمون (فرانسه) در فرانسه است که در canton of Roquestéron واقع شده‌است. کوبریس ۲۳٫۱ کیلومتر مربع مساحت دارد ۵۰۰ متر بالاتر از سطح دریا واقع شده‌است.